# Urdaneta (Miranda)
Urdaneta is een gemeente in de Venezolaanse staat Miranda. De gemeente telt 143.000 inwoners. De hoofdplaats is Cúa.